# Егунов, Михаил Андреевич
Михаил Андреевич Егунов (1864—1937) — российский агроном

, ботаник и бактериолог.

## Биография
Михаил Егунов родился в 1864 году. Успешно окончил Новоалександрийский институт сельского хозяйства и лесоводства и Московский сельскохозяйственный институт по агрономическому отделению.
С 1893 по 1898 год он был ассистентом по ботанике и бактериологии в Новоалександрийском институте.
С 1903 по 1904 год Михаил Андреевич Егунов занимал пост заведующего бактериологическим отделением Томской центральной лаборатории молочного хозяйства Министерства земледелия и государственных имуществ Российской империи.
Михаил Андреевич Егунов умер в 1937 году.

## Научные труды
Среди наиболее известных работ учёного: «Аэробный денитрификатор при прорастании семян» («Записки Новоалександрийского института», 1895); «Серобактерии Одесских лиманов» («Архив биологических наук», 1895); «Zur mechanischen Analyse der Bacterienplatte» («Centr. für Bact.», 1897); «Сернистое железо и окиси железа в водах Чёрного моря и его лиманов» («Ежегодник по геологии и минералогии России», 1897); «Die Mechanik und Typen der Teilung der Bacterienscharen» («Centr. für Bakt.», 1898).